# Cymothoe orphnina
Cymothoe orphnina là một loài bướm thuộc họ Nymphalidae. Loài này phân bố ở Nigeria, Cameroon, Cộng hòa Congo và Cộng hòa Dân chủ Congo.

## Phân loài
- Cymothoe orphnina orphnina (Cộng hòa Dân chủ Congo, cụ thể: từ hướng Đông Bắc tới Kivu và tới rừng Ituri và sông Aruwiumi)
- Cymothoe orphnina suavis Schultze, 1913 (đông Nigeria, Cameroon, Congo, Tây Nam Cộng hòa Dân chủ Congo)